# Challenger AAT Legión Sudamericana 2023
Il Challenger AAT Legión Sudamericana 2023 è stato un torneo maschile di tennis giocato sulla terra rossa. È stata la 2ª edizione del torneo, facente parte della categoria Challenger 50 nell'ambito dell'ATP Challenger Tour 2023. Si è giocato al Tenis Club Argentino di Buenos Aires, in Argentina, dal 24 al 30 aprile 2023.

## Partecipanti

### Teste di serie
| Nazionalità     | Giocatore               | Ranking* | Testa di serie |
| --------------- | ----------------------- | -------- | -------------- |
| Argentina       | Andrea Collarini        | 181      | 1              |
| Argentina       | Thiago Agustín Tirante  | 185      | 2              |
| Italia          | Luciano Darderi         | 188      | 3              |
| Argentina       | Juan Pablo Ficovich     | 197      | 4              |
| Argentina       | Genaro Alberto Olivieri | 205      | 5              |
| Rep. Dominicana | Nick Hardt              | 221      | 6              |
| Argentina       | Mariano Navone          | 227      | 7              |
| Brasile         | Thiago Seyboth Wild     | 231      | 8              |

* Ranking al 17 aprile 2023.

### Altri partecipanti
I seguenti giocatori hanno ricevuto una wild card per il tabellone principale:
- Alex Barrena
- Alejo Lorenzo Lingua Lavallén
- Lautaro Midón

I seguenti giocatori sono entrati in tabellone come alternate:
- Pedro Boscardin Dias
- Gonzalo Lama
- Juan Bautista Otegui

I seguenti giocatori sono passati dalle qualificazioni:
- Valerio Aboian
- Gustavo Heide
- Tomás Farjat
- Matías Zukas
- Conner Huertas del Pino
- Mariano Kestelboim

I seguenti giocatori sono entrati in tabellone come lucky loser:
- Wilson Leite
- José Pereira

## Punti e montepremi
| Torneo    | Torneo              | V     | F     | SF    | QF    | 2T  | 1T  | Q | Q2  | Q1  |
| Singolare | Punti               | 50    | 30    | 17    | 9     | 4   | 0   | 3 | 1   | 0   |
| Singolare | Premi in denaro ($) | 5,500 | 3,260 | 1,900 | 1,120 | 660 | 395 | – | 215 | 125 |
| Doppio    | Punti               | 50    | 30    | 17    | 9     | –   | 0   | – | –   | –   |
| Doppio    | Premi in denaro ($) | 2,130 | 1,250 | 745   | 435   | –   | 245 | – | –   | –   |

## Campioni

### Singolare
Thiago Seyboth Wild ha sconfitto in finale  Luciano Darderi con il punteggio di 6–3, 6–3.

### Doppio
Francisco Comesaña /  Thiago Seyboth Wild hanno sconfitto in finale  Hernán Casanova /  Santiago Fa Rodríguez Taverna con il punteggio di 6–3, 6(5)–7, [10–6].